# 基根·梅辛
基根·梅辛（英語：Keegan Messing，1992年1月23日—），加拿大-美国花样滑冰运动员，主攻单人滑项目，曾代表加拿大参加2018年和2022年冬季奥运会，是2023年四大洲锦标赛男子单人滑银牌得主。